# 西日本高速道路中国支社
西日本高速道路中国支社（にしにほんこうそくどうろ・ちゅうごくししゃ）は、西日本高速道路（NEXCO西日本）の支社の一つ。旧日本道路公団の中国支社の流れを汲んでいる。
中国支社前の一般道路上に広島交通の「ネクスコ西日本」という名称のバス停がある。

## 支社所在地
〒731-0103
広島県広島市安佐南区緑井2-26-1 

## 管轄路線・事業所
NEXCO管轄の高速道路・有料道路のうち、中国地方の路線を管轄している。なお、下関IC以西の関門橋と関門トンネルは九州支社の管轄となる（2013年までは中国道小月IC-下関IC間も九州支社の管轄だった）。

### 高速道路事務所
高速道路事務所は保全サービスと建設の両事業を担当している。
| 名称                 | 管轄路線 | 所在地                                                               | 備考  |
| -------------------- | --- | -------------------------------------------------------------------- | ----- |
| 津山高速道路事務所   | 中国自動車道（佐用IC-新見IC） 岡山自動車道（有漢IC-北房JCT） 米子自動車道（落合JCT-久世IC） 美作岡山道路（勝央JCT-勝央TB）                                  | 〒708-0842 岡山県津山市河辺796 (中国道津山ICに併設)                  | [ 1 ] |
| 三次高速道路事務所   | 中国自動車道（新見IC-高田IC） | 〒728-0022 広島県三次市西酒屋町216 (中国道三次ICに併設)              | [ 2 ] |
| 千代田高速道路事務所 | 中国自動車道（高田IC-六日市IC） 広島自動車道（広島西風新都IC-広島北JCT） 浜田自動車道（全線） 江津道路（江津IC-浜田JCT）                                    | 〒731-1533 広島県山県郡北広島町有田字明神1177 (中国道千代田ICに併設) | [ 3 ] |
| 岡山高速道路事務所   | 山陽自動車道（備前IC-笠岡IC） 山陽自動車道（倉敷JCT-早島IC） 岡山自動車道（岡山JCT-有漢IC） 山陽自動車道瀬戸JCTの建設                                       | 〒701-1153 岡山県岡山市北区富原2587-5 (山陽道岡山ICに併設)           |       |
| 福山高速道路事務所   | 山陽自動車道（笠岡IC-河内IC） 尾道自動車道（尾道JCT-尾道TB）                                                                                                | 〒721-0971 広島県福山市蔵王町5-24-1 (山陽道福山東ICに併設)           |       |
| 広島高速道路事務所   | 山陽自動車道（河内IC-廿日市JCT・大竹JCT-岩国IC） 広島自動車道（広島JCT-広島西風新都IC） 広島岩国道路（全線） 広島呉道路（全線） 山陽自動車道五日市JCTの建設 | 〒731-0102 広島県広島市安佐南区川内2-8-1 (山陽道広島ICに併設)        |       |
| 周南高速道路事務所   | 山陽自動車道（岩国IC-山口南IC） | 〒745-0801 山口県周南市大字久米字東秋本2803-1 (山陽道徳山東ICに併設) | [ 4 ] |
| 山口高速道路事務所   | 中国自動車道（六日市IC-下関IC） 山陽自動車道（山口南IC-山口JCT・宇部JCT-下関JCT） 小郡萩道路（美祢東JCT-美祢東TB）                                          | 〒754-0001 山口県山口市小郡上郷字二又川東1221 (中国道小郡ICに併設)   |       |
| 松江高速道路事務所   | 松江自動車道（三刀屋木次IC-宍道JCT） 山陰自動車道（松江玉造IC-出雲IC） 安来道路（全線） 山陰自動車道出雲ICの改築工事                                        | 〒699-0203 島根県松江市玉湯町布志名968-9 (山陰道松江玉造TBに併設)    |       |
| 米子高速道路事務所   | 米子自動車道（久世IC-米子IC） | 〒689-3515 鳥取県米子市赤井手962-2 (米子道米子TBに併設)              | [ 5 ] |

1. ↑  佐用ICは関西支社の管轄。
2. ↑  2012年4月1日に三次管理事務所から名称変更。
3. ↑  2012年4月1日に千代田管理事務所から名称変更。
4. ↑  2012年10月1日に設置（山口高速道路事務所から分離）。
5. ↑  2016年4月1日に米子管理事務所から名称変更。